# Халикова, Вера Александровна
Вера Александровна Халикова (урождённая Минаева; род. 12 марта 1982, Москва)  — российская спортсменка-конник, выступающая в выездке. Мастер спорта России международного класса. Призёр чемпионата и Кубка России. Член сборной России. На соревнованиях представляет Калужскую область.

## Биография
Родилась 12 марта 1982 года. Училась в московской школе № 1233. Окончила аграрный факультет РУДН, по специальности ветеринарной патологии.
С 12 лет занимается конным спортом в  КСК при Лицее №109  у тренера Л.И. Поповой. В 14 впервые приняла участие в соревнованиях. 
С 2018 года работает тренером СДЮСШОР по конному спорту в Калуге.
В разводе с Халиковым Альбертом. Есть сын Степан.